# Kaliwungu
Kaliwungu este un sat din Indonezia. Avea o populație de 3.479 locuitori în 2010.